# Davit Kacharava
Davit Kacharava (en georgiano, დავით კაჭარავა; nacido en Tiflis, 16 de enero de 1985) es un jugador de rugby georgiano, en la posición de centro.
Jugó para el Bastia, Niza, desde 2009/10 hasta 2011/12, para Stade Rodez Aveyron en la Fédérale 1 en Francia, durante la temporada 2012/13, y actualmente (2015) juega para Yenisey-STM Krasnoyarsk en el campeonato ruso. Su club jugará la 2015–16 European Rugby Challenge Cup
Tiene 122 caps con la selección de rugby de Georgia, en la que jugó desde 2006 hasta 2020. Fue llamado a la Copa del Mundo de Rugby de 2007, jugando en dos partidos y marcando un ensayo, y en la del año 2011, jugando los cuatro partidos pero sin marcar. También jugó la Copa del Mundo de Rugby de 2015 y la Copa del Mundo de Rugby de 2019. Puso fin a su carrera como jugador el 9 de septiembre del año 2020